# 김명철 (수의사)
김명철(1984 ~ )은 한국의 수의사이다.

## 경력
- 한국고양이수의사회 부회장

## 학력
- 전남대학교 수의과대학 학사 졸업
- 건국대학교 수의과대학 내과학 석사 졸업

## 방송 프로그램
- MBC every1 《상상고양이》 - 자문수의사
- 스카이펫파크 《마이펫 연구소》 - 자문수의사
- SBS 《꾸러기탐구생활》 - 자문수의사
- SBS 《TV동물농장》 - 고양이관련 자문수의사
- MBC 《마이리틀텔레비전》 - 고양이수의사 참
- EBS1 《고양이를 부탁해》 - 자문 수의사 및 전문가

## 저서
- 2019년 《고양이 행동교정 (미야옹철의 묘한 진료실)》 (2월 8일)

## 관련 인물
- 나응식 - 고양이 행동 전문 수의사
- 설채현 - 반려견 행동 수정 전문 수의사